# Okaya
Okaya (japanska: 岡谷市 ?, Okaya-shi) är en stad i Nagano prefektur i Japan. Staden fick stadsrättigheter 1936.